# Dolicheremaeus russiae
Dolicheremaeus russiae är en kvalsterart som beskrevs av Mondal, Kundu och Roger Roy 1999. Dolicheremaeus russiae ingår i släktet Dolicheremaeus och familjen Tetracondylidae. Inga underarter finns listade i Catalogue of Life.